# 周庭
周庭（英語：Agnes Chow Ting；1996年12月3日—），香港民主派政治人物，曾任學民思潮前發言人、香港眾志創黨成員兼前副秘書長、香港立法會議員區諾軒助理，於2023年因國安案件流亡至加拿大。

## 生平
周庭2002年至2008年，於嘉諾撒聖家學校就讀小學，2008年至2014年就讀於嘉諾撒聖家書院，在15歲就讀中四期間加入學民思潮。2014年升讀香港浸會大學社會科學學士，就讀期間曾因雨傘革命及參選2018立法會補選而休學兩次。同年10月，她在雨傘革命期間辭任學民思潮發言人。
2016年，與香港專上學生聯會前秘書長羅冠聰、學民思潮前召集人黃之鋒創立新政黨香港眾志。2018年1月13日，周庭於社交媒體上宣佈參選2018立法會香港島區補選，並為符合參選條件而放棄英國公民身份；其於18日遞交提名表格參與補選並已簽署選舉確認書，但仍遭選舉主任鄧如欣剝奪參選資格，最終由區諾軒替補其出選並當選。2019年9月2日，其對2018立法會香港島區補選的選舉呈請獲勝訴，替補其出選的區諾軒被裁定並非妥為當選。後因法院拒批就區諾軒上訴批出許可，區諾軒即時喪失立法會議員資格，她作為區諾軒的議員助理亦因此同時失業。
2020年2月10日，周庭宣佈開設YouTube頻道，上載其第一部影片《周庭的YouTube channel始動！第一次開箱+砌figure》，展開YouTuber生涯。她的頻道是2020年香港地區「十大新晉頻道」的第一位。她在收費平台Patreon開設個人帳戶，利用創作影片及分享個人生活狀況等賺取收入。
2020年6月30日，港版國安法通過前夕，周庭、黃之鋒、羅冠聰及敖卓軒先後在社交平台上宣佈退出香港眾志。同日下午，香港眾志認為組織運作將難以持續，宣佈即日起解散及停止一切會務。8月10日，周庭被香港警察以港版國安法「勾結外國或境外勢力危害國家安全」罪名進行大搜捕，並於翌日获准保释。
11月19日，周庭於社交平台宣布其於2019年12月時已完成學業，並在2020年11月19日完成論文，畢業於香港浸會大學政治及國際關係學系。
2020年12月2日，周庭於西九龍裁判法院承認在2019年6月21日反送中包圍警察總部案中參與及煽惑他人參與未經批准集結罪以及违反国安法遭裁判官王詩麗判囚10個月，即時收押於中低度設防的羅湖懲教所；12月月底遭升為甲級犯人並轉移至高度設防的大欖女懲教所服刑。2021年6月12日刑滿出獄。
2021年12月2日，周庭獲選英國《金融時報》2021全球最有影響力的25位女性。
2023年12月3日，周庭透露早前在服刑完畢後，國安人員仍利用保釋條件，期間對她實行各種限制的政治迫害，還要求到內地觀看經濟發展的展出，她稱自己不否認國家取得的成就，但顯然與世界大國地位不相稱的，是當局對不同聲音的脆弱心態與粗暴手段，因此她在赴加拿大安大略藝術設計大學升學後，決定流亡海外不再回港，此事香港警方未有就周庭的保釋條件置評，在警方的聲明中，也未明確提及周庭的名字。翌日港府突然聲稱將對她進行終身「追捕」。

## 社會參與

### 學民思潮時期

#### 參與學民思潮及雨傘革命
2012年，周庭就讀中四期間，在社交媒體Facebook發現學民思潮刊登不少遊行照片，之後她搜尋有關國民教育的資訊，最後在同年5月決定加入學民思潮成為義工成員。
2014年9月雨傘革命期間，周庭决定休學，全程留守金鐘佔領區。2014年香港學界大罷課間，她表示有數所中學支援罷課學生，並呼籲其他學校尊重學生參與政治活動。時任學民思潮發言人周庭及學民思潮成員以红布蒙眼，代表中國共產黨的红色政權蒙蔽學生，亦宣佈9月26日罷課一天，和應大專院校的大罷課。
同年10月12日，周庭因受到極大壓力感到徬徨及疲倦而辭任學民思潮發言人一職。

### 香港眾志時期

#### 黑紫荊行動
適逢中共中央總書記習近平訪港，2017年6月26日，周庭與香港眾志主席羅冠聰、秘書長黃之鋒、林朗彥、人民力量譚得志及社民連成員等多人於灣仔金紫荊廣場用數塊黑布包圍廣場上香港標誌紫荊花雕塑。
2017年6月28日，周庭與香港眾志羅冠聰、秘書長黃之鋒、黃子悅等20多人再度「佔領」金紫荊，有部分示威人士爬上金紫荊，並以鐵鏈將自己和雕像鎖在一起。警方拘留26名示威者逾30小時，多個團體批評警方以人手不足為由扣留示威者長達十多小時不合理，事後香港眾志分別向平等機會委員會、投訴及內部調查科投訴警方當日安排。周庭表示，被捕期間有男警巡視女羈留室，並可看見女羈留人士如廁，批評羈留室的設計和操作極不尊重女性，她向當值女警投訴亦不獲理會。

#### 參選2018立法會補選

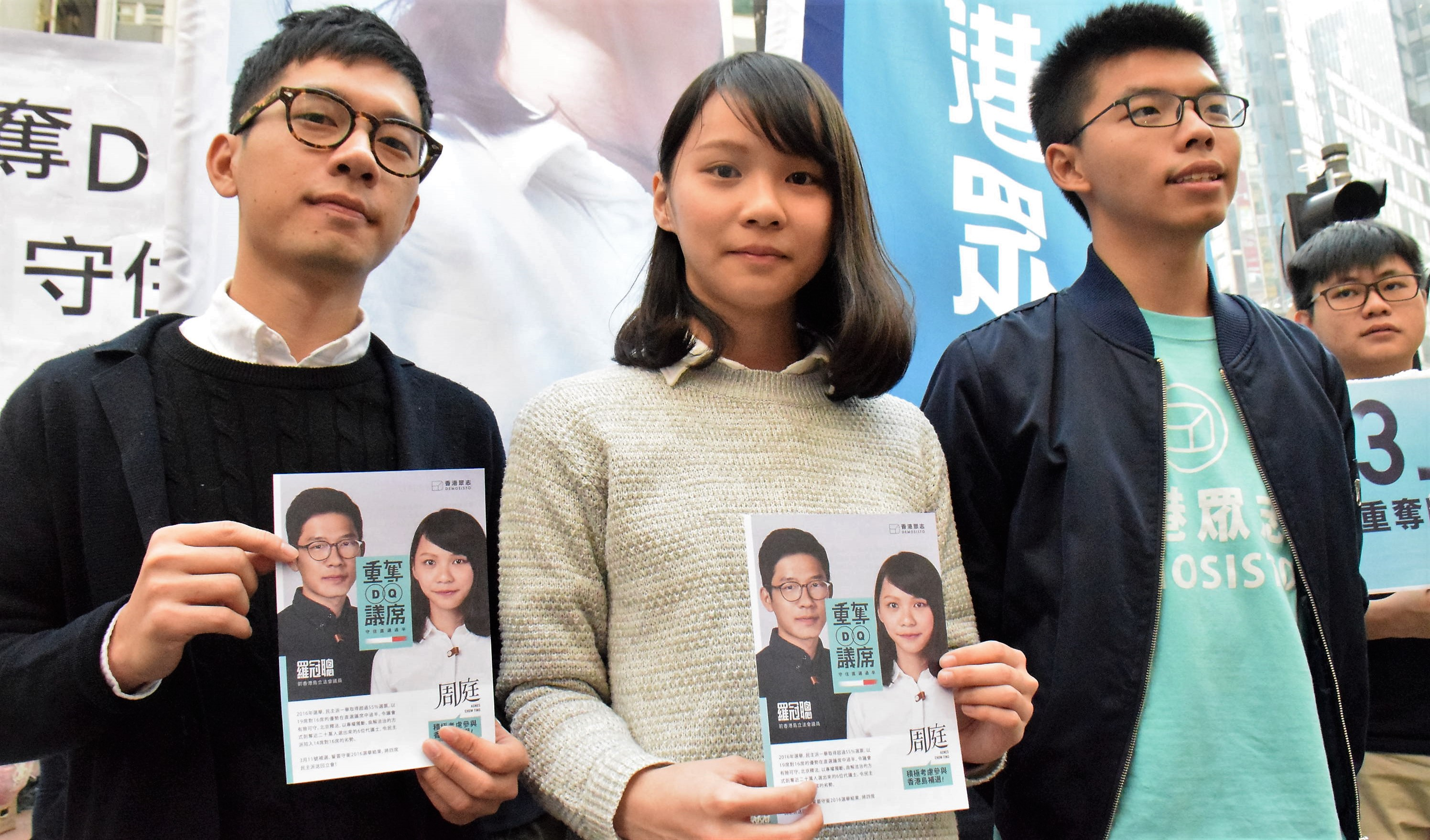
周庭（中）在銅鑼灣為2018年3月11日的補選作首次街站宣傳（2017年12月10日）

在2016年10月的香港立法會宣誓風波中有多名主张民主自決民選議員的宣誓被高等法院頒令無效後，議席從缺。香港特區政府計劃在2018年3月11日進行補選，至2017年11月10日，香港眾志傳出消息，會由常委周庭「出戰」香港島選區，爭奪議席，香港民主派就早有共識會在港島選區「讓路」予自決派香港眾志參選。香港眾志主席羅冠聰及秘書長黃之鋒則皆一度在重奪「公民廣場」行動案中被判監，按法例規定，可褫奪被選舉權5年。（其後二人於終審法院上訴得值，只需執行社會服務令。）倘若周庭勝出本次選舉，將會超越2016年香港立法會選舉以23歲之齡當選的羅冠聰，成為最年輕議員。
2018年1月13日，周庭在其Facebook社交平台專頁發佈「周庭參選2018立法會香港島區補選宣言」及於銅鑼灣舉行集氣大會宣布自己將會參加2018年立法會港島區補選，希望重奪其黨友羅冠聰之前被褫奪的立法會議席。香港眾志亦公佈選舉口號為「結伴同行 捲土重來」，並獲李柱銘、梁家傑、吳靄儀、楊岳橋、陳志全、朱凱廸及許智峯站台發言支持。
1月18日，周庭遞交提名表格參與補選並已簽署選舉確認書，承諾擁護基本法及效忠中華人民共和國香港特別行政區。她強調香港眾志不主張港獨，她認為特區政府沒有理由拒絕她參加補選。
香港眾志於1月24日在政黨網頁簡介中，抽起「以『民主自決』作為最高綱領」字眼，被質疑是為令周庭獲批准參選立法會補選而修改立場。前學民思潮召集人、香港眾志秘書長黃之鋒解釋，創黨至今不時更新簡介，與令周庭成功參選無關，又強調「民主自決」原則無改變。
1月27日，選舉主任鄧如欣稱根據《立法會條例》第40(1)(b)(i)條的規定，認定周庭提名「無效」。選舉主任在通知書中聲稱，香港眾志採用「民主自決」的主張，即使並不提倡港獨，但同意公投應包括獨立和地方自治等選項，「清楚顯示」周庭沒有真心及真誠擁護《基本法》及效忠香港特區。同日周庭的Plan B區諾軒遞交提名表格正式參選港島區補選。
2019年9月，被剝奪參選資格的周庭對立法會補選的選舉呈請獲裁定勝訴，區諾軒則被裁定「非妥為當選」。

#### 反送中運動
在2019年6月反送中運動期間，周庭飛往日本東京出席日本記者俱樂部以日語舉行記者會，希望日本社會能關注逃犯條例。其後她亦接受日本TBS新聞節目「news23」的直播訪問，以流利日語解釋香港政府修訂逃犯條例及示威衝突的情況，並促請日本首相安倍晋三關注香港當前情況。
2019年8月5日「全港三罷」，周庭為金鐘添馬公園舉行罷工集會的申請人。

##### 包圍警總案
2019年8月30日，周庭在她大埔的住宅被警方带走，被送往灣仔警察總部，並被指控两项罪名，在香港學界反送中圍堵行動中「煽惑他人参与未经批准的集结」及「明知而参与未经批准的集结」。當日下午在東區裁判法院提堂，周以1萬港元獲准保釋，及須守遵宵禁令，由晚上11時至早上6時。周庭亦曾被女警要求脫外褲搜身，受到不禮貌對待。

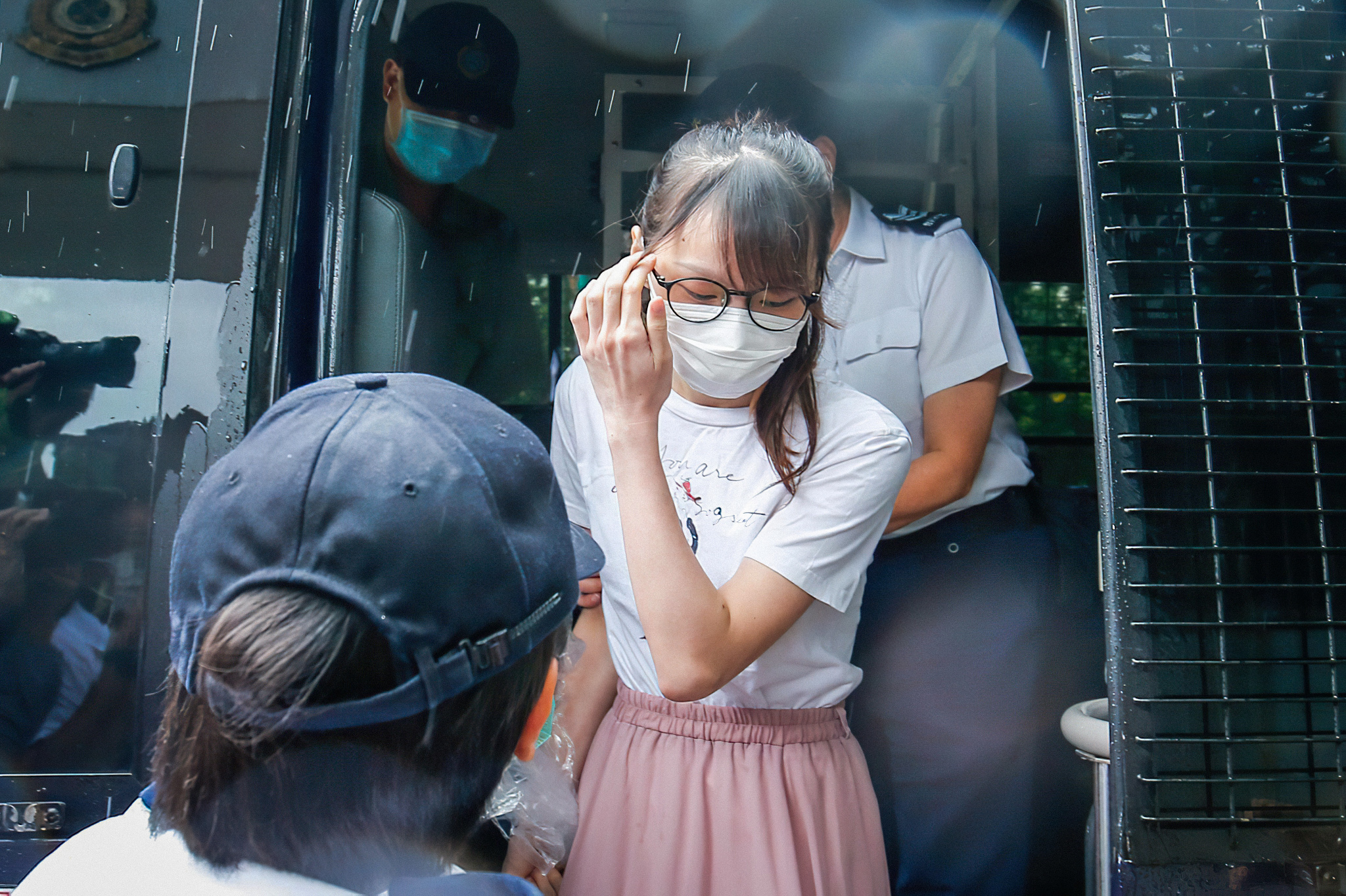
2021年6月12日，周庭刑滿出獄，由囚車送出懲教所外

2020年7月6日下午，東區裁判法院繼續審理前香港眾志秘書長黃之鋒、前主席林朗彥及前成員周庭涉嫌於2019年6月12日煽惑示威者包圍灣仔警察總部一案，三人被控煽惑他人集結罪，其中周庭承認煽惑他人明知而參與未經批准集結罪、明知而參與未經批准集結共兩罪，押後8月5日於西九龍裁判法院判刑，期間周庭被獲准繼續保釋。
2020年12月2日，前香港眾志秘書長黃之鋒、前成員周庭及前主席林朗彥被指於去年6.21參與包圍警總，被控煽惑、組織及參與未經批准集結等罪名。三人早前先後認罪。最終判黃之鋒入獄13個半月、周庭入獄10個月、林朗彥則囚7個月，並且不准緩刑。周庭聞判抱頭痛哭。
三人自2020年11月23日認罪後還柙9天，12月2日早上由囚車接載到庭。他們在臨開庭一刻才獲安排步入犯人欄。黃之鋒甫步入犯人欄即與家屬席上人士揮手，他和林朗彥亦不時望向公眾席。束起一頭長髮的周庭則略顯憔悴，步入犯人欄後便坐下，不時低頭。
裁判官王詩麗認為三人的角色雖有不同，但每個人都是積極參與者。而且集結有一定規模，警方需派出多人防衞，警車更一度無法進入警總。三名被告當日指示示威者堵塞車輛人口，這些行為較煽惑群眾於公園或主要幹道集結，更為嚴重。王又認為黃之鋒是集結的組織人，利用個人號召力，牽動示威者情緒，明知自己的行為深得示威者附和，扮演積極領導者身份。至於周庭，她與黃之鋒站在一起，參與程度亦高。
王特別指出，黃之鋒及周庭所干犯的兩項控罪，涉及不同時段的作為，理應分期執行，惟考慮到總刑期原則，下令兩人就首項控罪的2個月刑期與餘下控罪分期執行，最終判兩人13個半月及10個月。
周庭早前在裁判法院申請保釋外出等候上訴被拒，12月9日，周庭在高等法院原訟庭再申請保釋。法官張慧玲聽罷雙方陳詞後，認為申請人沒有顯示極高或合理上訴成功機會，決定拒絕周庭的保釋申請，法庭稍後會以書面形式解釋理由。
2021年6月12日早上，周庭扣除三分一刑期後獲釋。數十名市民和過百名記者冒雨到大欖女懲教所外迎接，警員在場戒備，拉起橙色封鎖線包圍到場的市民。到早上10時，周庭由囚車送出懲教所外，之後再登上一輛白色私家車離開，沒有回應記者提問，期間由警員開路。而現場迎接的市民高呼「周庭加油」和籲她好好休息。其後她在Instagram表示「痛苦的半年零二十天，終於完結了」，稱接下來要好好休息、養好身體。

### 香港眾志解散後

#### 遭香港警察國安處大搜捕

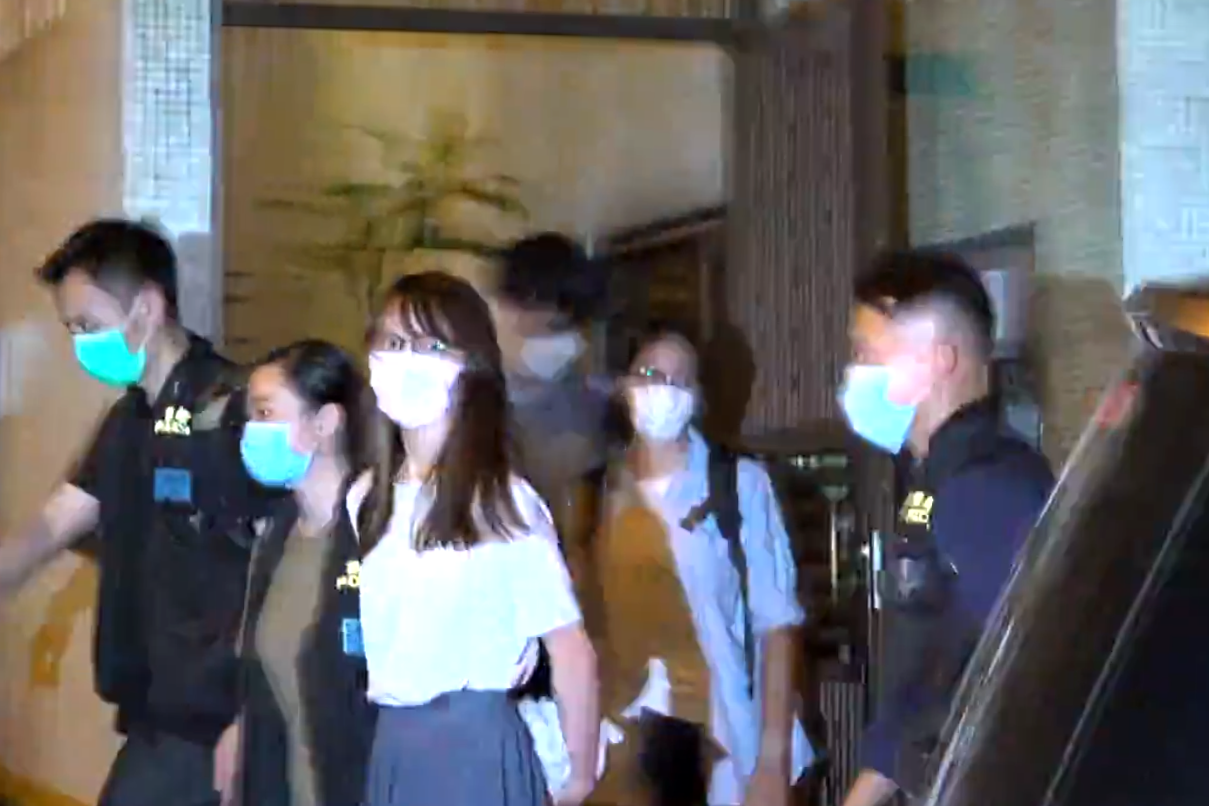
2020年8月10日，周庭在其位於大埔的住所遭到香港警察以港版國安法中的罪名進行大搜捕

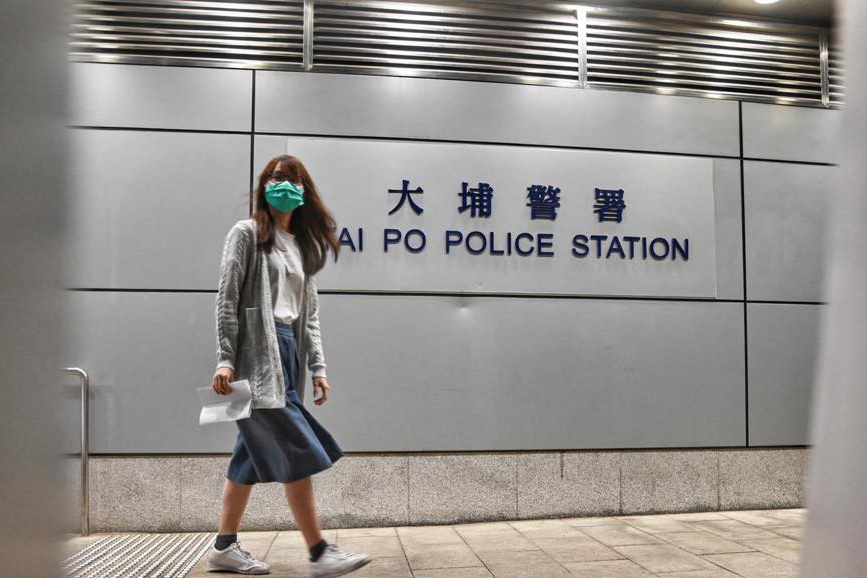
周庭被扣查超過24小時後，到8月11日晚上獲准以2萬元現金、18萬元人事擔保保釋離開大埔警署，並沒收護照

2020年8月10日，繼壹傳媒集團創辦人黎智英等9人及社運人士李宇軒、李宗澤被香港警察國安處拘捕後，周庭在大埔的鄉郊寓所外先有可疑男子聚集，後有一批警員到其家中，律師前往跟進，最終周庭被警方帶走。香港警察國安處高級警司李桂華在当天見記者時聲稱當天共有9男1女涉嫌違反港版國安法及干犯串謀欺詐等罪被捕，警方聲稱她由7月至今，利用社交媒體勾結外國勢力作敵對行為，如要求外國制裁香港。
由於周庭本人深受日本社會各界愛戴，她遭到香港警察大搜捕的消息傳出後引起日本輿論譁然。日本多間大型媒體如日本放送協會、東京放送、《朝日新聞》、《讀賣新聞》等均大篇幅報道，在NHK新聞點擊排行榜一度居首。日本網民亦發起「#FreeAgnes」及「#抗議逮捕周庭」（日語：周庭氏の逮捕に抗議する）的聲援行動，獲得大量日本民眾響應，成為日本推特熱門榜首。日本共產黨委員長志位和夫和立憲民主黨代表枝野幸男等各黨派政界人士紛紛譴責香港警察政治迫害周庭，甚至内閣官房長官菅義偉及防衛大臣河野太郎亦對周庭遭香港警察大搜捕一事表示極度擔憂，同時日本國會對華政策聯盟宣佈將召開緊急會議進行討論。
周庭被扣查超過24小時後，到8月11日晚上獲准以2萬港元現金、18萬港元人事擔保保釋離開大埔警署，並沒收護照。周庭在離開警署後接受傳媒訪問時，以日本女子組合櫸坂46的作品《不協和音》來表達自己的感受。她指今次拘捕事出突然，形容警方撬門而入過程恐怖。8月12日，她在Facebook寫道羈留期間最擔心不是自己安危，而是《蘋果日報》是否能出版。
有關於政治生涯，她表示自2020年6月30日已發聲明退出香港眾志，不再參與任何國際事務，至今也沒接受外國媒體專訪。

### 流亡
2023年12月3日，周庭於Instagram上貼文宣布，9月已赴加拿大多倫多一所大學攻讀碩士，並決定流亡海外，更透露國安人員在其出獄後仍然繼續監視她並非法逾期不斷延長扣留其護照的期限，使其身心屢遭折磨，她為換回被扣押的護照以出境，曾被迫在國安人員的監視下前往中國大陸，當中包括被迫到深圳參觀改革開放展覽和騰訊總部，甚至在國安人員的逼迫下被迫撰寫悔過書以及多封歌頌中共和感謝香港警察的信，她在貼文中認為，每三個月的報到可能都會需要重複這一過程，並不知道會不會次次順利，而且被所謂愛國教育宣傳等利用，自己實在不願再合作做虛假違心的事情，因此她考慮到香港形勢變得更嚴峻以及自身安全，決定不再回港。
翌日港府聲稱將對周庭終身「追捕」，但卻拒絕正面回應國安人員是否曾經逼迫周庭前往中國大陸。政務司司長陳國基聲稱對於周庭選擇「逃避過錯」感到可恥，聲稱：「對於一些犯了法，自己亦逃避責任還要在外面唱衰香港，我是非常鄙視。」中華人民共和國外交部發言人汪文斌在12月4日舉行的例行記者會上聲稱強烈譴責公然挑戰法治的不負責行為，聲稱任何人都沒有法外特權。
2024年2月6日，香港警方確認已正式通緝周庭，出具理由是棄保潛逃，未在去年底前報到等，警務處副處長簡啟恩再次强调除非周庭自首，否則她將會被終生追捕。
2024年5月1日，周在直播中透露，在香港被國安監視其間，萌生過自殺念頭。
2025年7月2日，周庭透露已從安大略藝術設計大學碩士畢業。

## 評價

### 正面
2019年6月，周庭出席日本的TBS電視台新聞節目《NEWS23》，解釋香港特區政府修訂逃犯條例及對待香港示威人士的情況，並促請日本首相安倍晋三關注香港當前情況，有日本市民稱正義控訴。

### 負面
2019年8月30日，周庭因參與香港學界反送中圍堵行動，被控煽惑他人參與未經批准的集結及明知而參與未經批准的集結，被中华人民共和国自媒体观察者网標籤為「亂港分子」。

## 演出作品

### 電視節目
- 2016年：ViuTV《跟住矛盾去旅行》第1至3集旁白、第14至15集嘉賓（拍檔何君堯）[96]。

### 紀錄片
- 2017年：Netflix《黃之鋒：熱血青年 vs. 超級強權》

### 音樂錄像
- 2019年：阮民安《煲底之約》[97]

## 荣誉
- 2019年：日本富比世50大影響力人物[98]
- 2020年：BBC巾帼百名[99]（与武汉封城日记作者方方同获此奖）
- 2021年：金融時報25位最具影響力女性[100]

## 個人生活
其自幼就喜歡游泳，小時候的志願是做游泳運動員，小學曾是泳隊成員。周庭自小六起喜歡日本流行文化，經過自學能讲出一口流利日语。精通兩文三語及日文後，她亦對韓文感興趣，現時正在學習韓文。她喜歡古典音樂，在小學到中學期間為學校管弦樂團成員，負責長笛。

## 軼事
在周庭因港版國安法遭到大搜捕後，有網民在Facebook發文訛稱她「接受軍事訓練」，但經考證後帖文照片中持槍女性並非周庭，而是在日本電視劇中飾演刃唯阿（假面騎士Valkyrie和Fighting Jackal Raider）一角的演員井桁弘惠。該相片雖然沒有經過修整，但是利用了井桁弘惠與周庭極為相似的面貌混淆大眾。

## 外部連結
- 周庭的Facebook專頁
- 周庭的X（前Twitter）
- 周庭的Instagram帳戶
- YouTube上的周庭頻道